# آتش (فیلم ۲۰۲۴)
آتش (به هندی: Agni) فیلم هندی اکشن دلهره‌آور هندی_زبان است که در سال ۲۰۲۴ به نمایش درآمد، نویسندگی و کارگردانی آن را راهول دولاکیا بر عهده داشت. این فیلم توسط ریتش سیدوانی و فرهان اختر تحت اکسل انترتینمنت و با همکاری آمازون ام‌جی‌ام استودیوز تهیه شده است، نقش‌های برجسته را پراتیک گاندی، دیویندو، جیتندرا جوشی، سایامی کر و کبیر شاه بازی می‌کنند. فیلم آتش در روز ۶ دسامبر ۲۰۲۴ از طریق آمازون پرایم ویدئو به نمایش درآمد و بازخوردهای مثبتی دریافت کرد.